# Sam Reed
Samuel „Sam“ Reed (* 18. Oktober 1935 in Kingstree, South Carolina; † 7. Juli 2021  in Philadelphia) war ein US-amerikanischer Jazz- und Rhythm-&-Blues-Musiker (Alt- und Tenorsaxophon, auch Klarinette), der sich in der Musikszene Philadelphias hervortat, u. a. als Bandleader im Uptown Theatre, als es Philadelphias wichtigster Schauplatz für afroamerikanische Musik war.

## Leben und Wirken
Reed wurde in South Carolina geboren und zog mit seiner Familie im Alter von sechs Jahren in das Point Breeze-Viertel von South Philadelphia. Dort freundete er sich schnell mit Albert „Tootie“ Heath an. Im Haus von Heaths Familie erhielt Reed seine musikalische Ausbildung, nicht nur durch das Studium bei Jimmy Heath, sondern auch durch Jazzgrößen wie Miles Davis, Charlie Parker und Max Roach, wenn sie auf Tournee in der Stadt weilten. Erste Erfahrungen sammelte er in einer Band, in der Ted Curson, Bobby Timmins und Henry Grimes spielten. Er trat in den Clubs in Philadelphia auf; in der blühenden Musikszene Philadelphias war er 1957 Begleitmusiker der Doo-Wop-Band The Silhouettes, zu hören auf deren Nr. 1-Hit „Get a Job“ (Ember). 1959 entstanden Aufnahmen mit Lee Lovett and His Orchestra (Jazz Dance Party, u. a. mit Al Hall, Butch Ballard) und dem Vokalquartett The Metronomes.
1963 begann Reed im Uptown Theatre zu arbeiten, einem Veranstaltungsort auf dem damaligen Chitlin’ Circuit, in dem Künstler wie James Brown, Aretha Franklin und Stevie Wonder gastierten. Viele Top-Acts tourten ohne Begleitband; Sam Reed sorgte dafür, dass sie begleitet wurden. Im Uptown unterstützten Reed mit seinen Ensembles Künstler wie The Supremes, Martha and the Vandellas, Jackie Wilson und The Jackson 5 – mit „Sam Reed Orch“ wurde auch im Festzelt der North Broad Street beworben. Außerdem wirkte er auf lokal aufgenommenen Hits der Intruders, Harold Melvin and the Blue Notes (I Miss You, 1972), Billy Paul und Dusty Springfield mit und arbeitete als Bläser für Kenny Gamble und Leon Huffs Philadelphia International Records.
In den späten 1960er Jahren war Reed Begleitmusiker bei Patti LaBelle und Nona Hendryx. Er spielte auch auf Laura Nyros Album Gonna Take a Miracle von 1971, das in den Sigma Sound Studios aufgenommen wurde. In den 1970er Jahren fungierte er als musikalischer Leiter für Teddy Pendergrass. In dieser Zeit wirkte er auch bei Aufnahmen von Grady Tate (She Is My Lady, 1972) und The Odean Pope Saxophone Choir mit.  2013 nahm Reed mit Roberto Magris sein einziges Album unter eigenem Namen auf, Ready for Reed (J Mood). Laut Tom Lord war er im Bereich des Jazz und R&B zwischen 1959 und 2011 an zehn Aufnahmesessions beteiligt. Zu hören war auf drei Alben der Sängerin Denise King, Now... Ain't That Love (1995), Simply Mellow (1998) und Fever (2002). Von der Jazz Journalists Association erhielt Sam Reed 2012 die Auszeichnung Jazz Hero.